# دایکی یاماموتو
دایکی یاماموتو (انگلیسی: Daiki Yamamoto؛ زادهٔ ۲۵ مارس ۱۹۹۲) بازیکن فوتبال اهل ژاپن است.
از باشگاه‌هایی که در آن بازی کرده‌است می‌توان به باشگاه ورزشی توچیگی اشاره کرد.